# Де Соле, Доменико
Доменико Де Соле (итал. Domenico De Sole, родился в 1944, Рим, Италия) — итальянский бизнесмен, генеральный директор компании Гуччи в 1994—2004 годах. Один из персонажей фильма Ридли Скотта «Дом Gucci» (2021).

## Биография
Доменико Де Соле родился в 1944 году в Риме в семье бригадного генерала итальянской армии. Изучал философию в Римском университете (получил диплом в 1970 году), в 1972 году окончил Гарвардскую школу права. Работал в Вашингтоне, в фирме Patton, Boggs&Blow. Женился на американке, получил гражданство США. Специализировался на консультациях в сфере налогового права для итальянцев, живущих в США.
В 1982 году Де Соле оказал помощь Альдо Гуччи, а годом позже возглавил американский филиал компании Гуччи. Он поддержал Маурицио Гуччи в его конфликте с Альдо. В 1994 году, когда Маурицио ушёл из бизнеса, Де Соле был назначен генеральным директором компании Гуччи, находившейся тогда в глубоком кризисе. Креативным директором он назначил Тома Форда, и вдвоём эти управленцы спасли компанию от краха. В марте 2015 года Де Соле стал председателем правления международного аукционного дома Sotheby’s. Он ушёл в отставку в ноябре 2019 года после продажи компании. В разные периоды Де Соле занимал должности директора Gap Inc., Telecom Italia, Bausch & Lomb, Delta Airlines, Newell Brands и Procter & Gamble.
Де Соле и его жена Элеонора Ливитт живут на острове Хилтон-Хед в Южной Каролине (США). У них есть две дочери, Лаура (вице-президент по глобальному маркетингу Estée Lauder Companies, жена Бенджамина Бэфлаша) и Элеонора (исполнительный директор модного дома Vogue.com, жена Дерека Вебстера).
Доменико Де Соле стал героем фильма Ридли Скотта «Дом Gucci», который вышел на экраны в 2021 году. Его сыграл Джек Хьюстон.